# Európai Filmdíj a legjobb vágónak
A legjobb vágó (angolul: Best European Editor) elismerés az 1988-ban alapított Európai Filmdíjak egyike, amelyet az Európai Filmakadémia ítél oda az év európai filmterméséből legjobbnak tartott filmvágói munkáért. A díjátadóra felváltva Berlinben, illetve egy-egy európai városban megrendezett gála keretében kerül sor minden év végén.
Az Európai Filmdíjat 1996-ig Felix-díj néven ítélték oda, így a díj nevében is ez szerepelt. 1993 és 2004, illetve 2006 és 2009 között nem került kiosztásra.
A díjazottak kiválasztásának rendje az idő során többször változott. Míg régebben a többi egyéni kategóriához hasonlóan előzetes jelölés után az EFA-tagok szavaztak a díjazottról, 2013 óta a legjobb vágó díjra nem lehet jelölni. Az elismerésben részesítendő alkotóról egy 7 tagú külön zsűri dönt, azon filmek filmvágói közül, melyek szerepelnek az Európai Filmdíjra számításba vett alkotások listáján. A zsűri összetétele a következő:
1. egy filmrendező,
2. egy operatőr,
3. egy látványtervező vagy jelmeztervező,
4. egy zeneszerző vagy hangzástervező,
5. egy filmvágó,
6. egy filmproducer,
7. egy fesztiváligazgató.

A díjra csak olyan jelöltek jöhetnek számításba, akik Európában születtek, illetve európai állampolgárok (európai állam útlevelével rendelkeznek).

## Díjazottak és jelöltek
| „Díjazott” – szürkéskék háttérrel   |
| „Jelölt” – világos szürke háttérrel |

### 1990-es évek
| Év                                          | Nyertesek és jelöltek   | Magyar címe             | Eredeti címe |
| ------------------------------------------- | ----------------------- | ----------------------- | ------------ |
| 1991                                        |                         |                         |              |
| Carla Simoncelli                            | A kemény mag            | Ultrà                   |              |
| 1992                                        |                         |                         |              |
| Nelly Quettier                              | A Pont-Neuf szerelmesei | Les amants du Pont-Neuf |              |
| 1993 és 1999 között nem osztottak ki díjat. |                         |                         |              |

### 2000-es évek
| Év                                          | Nyertesek és jelöltek | Magyar címe                     | Eredeti címe |
| ------------------------------------------- | --------------------- | ------------------------------- | ------------ |
| 2000 és 2004 között nem osztottak ki díjat. |                       |                                 |              |
| 2005                                        |                       |                                 |              |
| Michael Hudecek Nadine Muse                 | A rejtély             | Caché                           |              |
| Peter Przygodda Oli Weiss                   | Kívül tágasabb        | Don't Come Knocking             |              |
| Hervé Schneid                               | Hosszú jegyesség      | Un long dimanche de fiançailles |              |
| 2006 és 2009 között nem osztottak ki díjat. |                       |                                 |              |

### 2010-es évek
| Év                                  | Nyertesek és jelöltek    | Magyar címe               | Eredeti címe                                     | Ország   | Megjegyzés |
| ----------------------------------- | ------------------------ | ------------------------- | ------------------------------------------------ | -------- | ---------- |
| 2010                                |                          |                           |                                                  |          |            |
| Luc Barnier Marion Monnier          | Carlos                   | Carlos                    | Franciaország · Németország                      | [ * 1 ]  |            |
| Arik Lahav-Leibovich                | Libanon                  | Lebanon                   | Izrael · Németország · Franciaország             |          |            |
| Hervé de Luze                       | Szellemíró               | The Ghost Writer          | Franciaország · Németország · Egyesült Királyság |          |            |
| 2011                                |                          |                           |                                                  |          |            |
| Tariq Anwar                         | A király beszéde         | The King's Speech         | Egyesült Királyság                               | [ * 2 ]  |            |
| Mathilde Bonnefoy                   | Három                    | 3                         | Németország                                      |          |            |
| Molly Marlene Stensgaard            | Melankólia               | Melancholia               | Dánia · Svédország · Franciaország · Németország |          |            |
| 2012                                |                          |                           |                                                  |          |            |
| Joe Walker                          | A szégyentelen           | Shame                     | Egyesült Királyság                               | [ * 3 ]  |            |
| Janus Billeskov Jansen Anne Østerud | A vadászat               | Jagten                    | Dánia                                            |          |            |
| Roberto Perpignani                  | Cézárnak meg kell halnia | Cesare deve morire        | Olaszország                                      |          |            |
| 2013                                |                          |                           |                                                  |          |            |
| Cristiano Travaglioli               | A nagy szépség           | La grande bellezza        | Olaszország · Franciaország                      | [ * 4 ]  |            |
| 2014                                |                          |                           |                                                  |          |            |
| Justine Wright                      | Locke                    | Locke                     | Egyesült Királyság                               | [ * 5 ]  |            |
| 2015                                |                          |                           |                                                  |          |            |
| Jacek Drosio                        | Test                     | Ciało                     | Lengyelország                                    | [ * 6 ]  |            |
| 2016                                |                          |                           |                                                  |          |            |
| Janus Billeskov Jansen Anne Østerud | A kommuna                | Kollektivet               | Dánia · Svédország · Hollandia                   | [ * 7 ]  |            |
| 2017                                |                          |                           |                                                  |          |            |
| Robin Campillo                      | 120 dobbanás percenként  | 120 battements par minute | Franciaország                                    | [ * 8 ]  |            |
| 2018                                |                          |                           |                                                  |          |            |
| Jarosław Kamiński                   | Hidegháború              | Zimna wojna               | Lengyelország · Egyesült Királyság               | [ * 9 ]  |            |
| 2019                                |                          |                           |                                                  |          |            |
| Giorgosz Mavropszaridisz            | A kedvenc                | The Favourite             | Egyesült Királyság · Írország                    | [ * 10 ] |            |

### 2020-as évek
| Év                        | Nyertesek és jelöltek  | Magyar címe                         | Eredeti címe                                                                        | Ország   | Megjegyzés |
| ------------------------- | ---------------------- | ----------------------------------- | ----------------------------------------------------------------------------------- | -------- | ---------- |
| 2020                      |                        |                                     |                                                                                     |          |            |
| Maria Fantastica Valmori  | –––                    | Il varco                            | Olaszország                                                                         | [ * 11 ] |            |
| 2021                      |                        |                                     |                                                                                     |          |            |
| Muharam Kabulova          | –––                    | Razzsimaja kulaki (Разжимая кулаки) | Oroszország                                                                         | [ * 12 ] |            |
| 2022                      |                        |                                     |                                                                                     |          |            |
| Özcan Vardar Eytan İpeker | Száraz napok           | Kurak Günler                        | Törökország · Franciaország · Németország · Csehország · Görögország · Horvátország | [ * 13 ] |            |
| 2023                      |                        |                                     |                                                                                     |          |            |
| Laurent Sénéchal          | Egy zuhanás anatómiája | Anatomie d'une chute                | Franciaország                                                                       | [ * 14 ] |            |
| 2024                      |                        |                                     |                                                                                     |          |            |
| Juliette Welfling         | Emilia Pérez           | Emilia Pérez                        | Franciaország                                                                       | [ * 15 ] |            |